# 브라흐마 쿠마리스

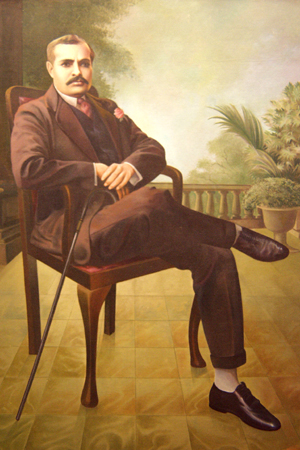
창시자 다다 레크라이 크리팔라니

브라흐마 쿠마리스 세계정신대학(~大學, 영어: The Brahma Kumaris World Spiritual University, Prajapita Brahma Kumaris Ishwariya Vishwa Vidyalaya) 또는 BKWSU는 1930년대 북서 인도 하이데라바드(현재 파키스탄)에서 창시된 신흥 종교이다. 이 운동은 힌두교 뿌리로부터 그 자신을 구별하며, 종교라기보다는 영혼에 대한 가르침의 수단으로 본다.
브라흐마 쿠마리스(산스크리트어: ब्रह्माकुमारी, "브라흐마의 딸들") 운동은 '다다 레크라이 크리팔라니(Dada Lekhraj Kripalani)에 의해 시작되었으며, 이후 그녀는 브라르마 바바(Brahma Baba)라는 이름을 얻었다. 이 운동은 여성이 두드러진 역할을 한다는 것이 구별점이다.
BKWSU는 (몸과 구별되는) 영혼으로서의 아이덴티티에 초점을 두는 묵상의 형태를 가르친다. 모든 영혼은 본질적으로 선하고, 신(神)은 모든 선(善)의 근원이라는 것이다. 또한 육체와 관련된 모든 낙인(인종, 국적, 성별, 종교 등)을 초월하는 것을 가르치며, 그들이 "영혼-자각(soul-consciousness)"라고 부르는 것에 기반한 세계적인 문화를 설립하기를 바란다.

## 약사(略史)

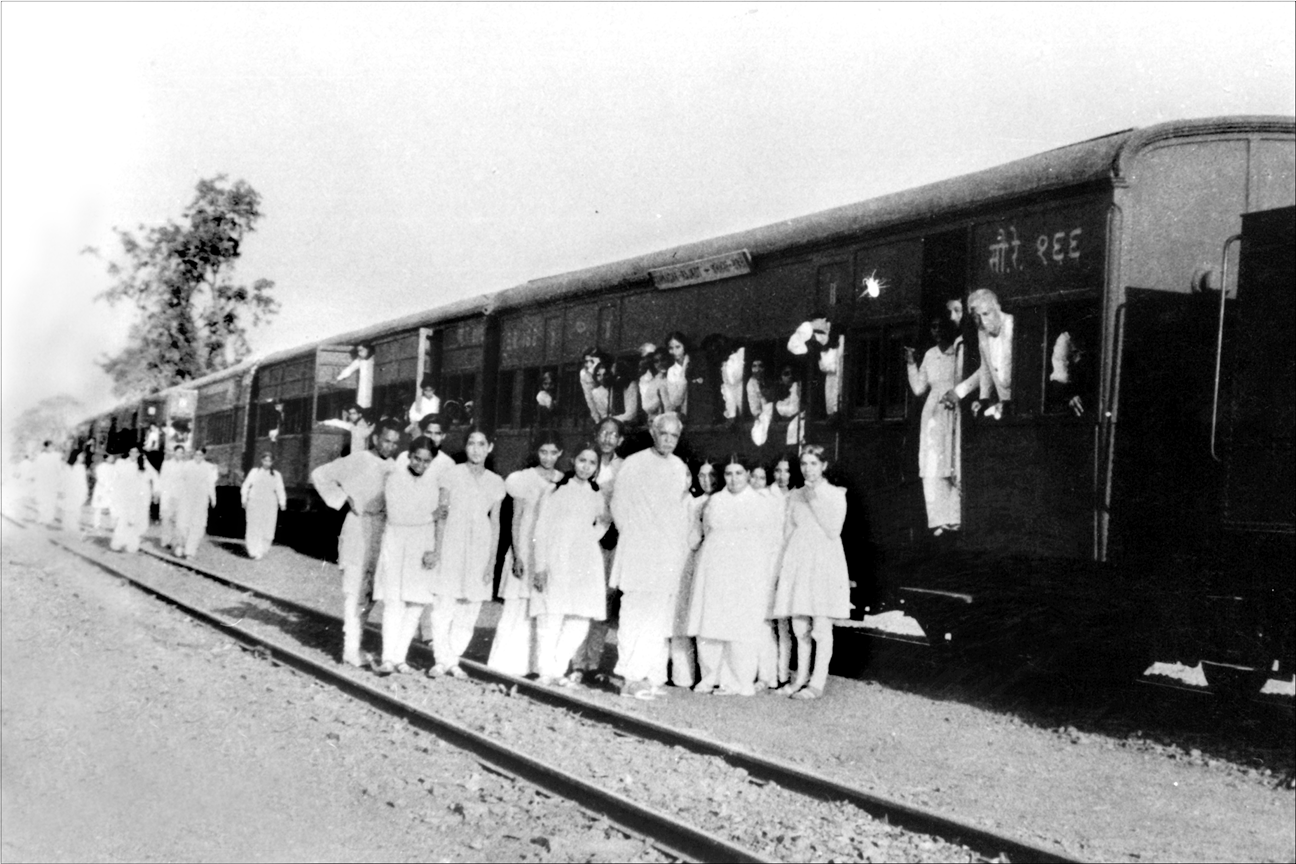
1950년 5월 카라치에서 라자스탄으로 이동하는 신도들

원래는 '옴 만달리(Om Mandali)'라 불렸던 브라흐마 쿠마리스는 북서 인도의 하이데라바드에서 시작되었다. 설교 전에 회원들이 함께 "옴"이라는 말을 불렀던 데서 그런 이름을 얻었다. 인도와 파키스탄이 분리되자, 1950년 5월에 그 본거지를 라자스탄 주 아부 산(Mount Abu)으로 옮겼으며, 그 때부터 신앙보다는 교육에 중점을 두면서 이름 또한 지금의 '브라흐마 쿠마리스 세계정신대학'으로 바꾸었다.

## 특징
이 운동의 지도부와 회원은 대부분 여성인 채이다. 예를 들면 영국에서 운영되는 42개 센터 중 1/3만이 남성에 의해 운영되며, 회원의 80%가 여성이다. 2015년 2월 기준으로, 센터들은 대부분 신자들의 집인 경우가 많고, 중상층 계층이 많다. 세계의 신자 수는 35,000명(1993년)에서 40만 명(1998년), 45만 명(2000년)의 범위로 추정된다. 그러나, 이들 중 상당수는 아마도 교단의 세계관에 완전히 동의하지는 않는 것으로 보고된다.

## 같이 보기
- 힌두교
- 신흥 종교